# Лакримарія
Лакримарія (Lacrymaria) — рід грибів родини Psathyrellaceae. Назва вперше опублікована 1887 року.

## Поширення та середовище існування
В Україні зростають:
- Lacrymaria lacrymabunda (Psathyrella lacrymabunda, Lacrymaria velutina, Psathyrella velutina)
- Lacrymaria pyrotricha (Psathyrella pyrotricha)

## Гелерея

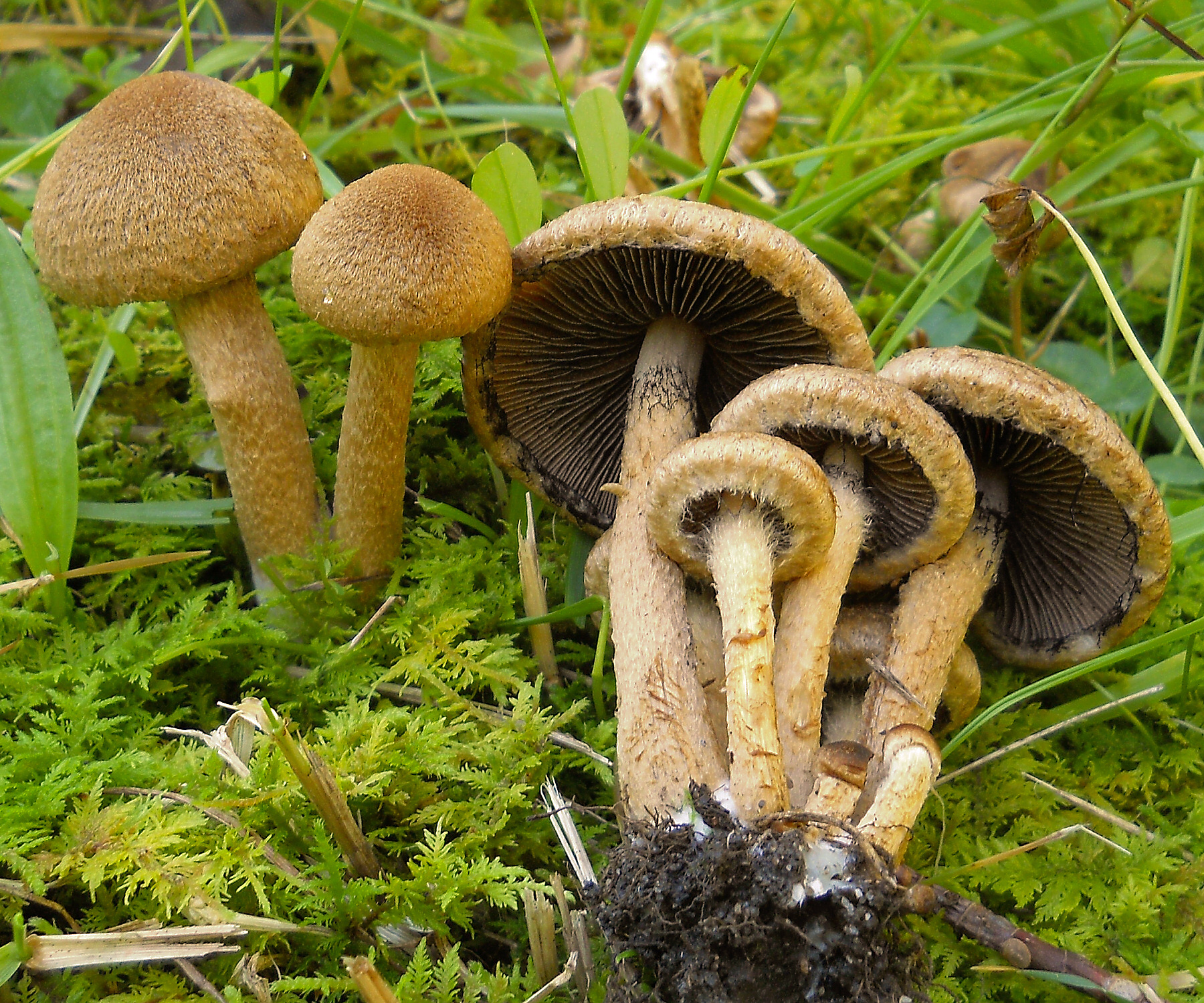
Lacrymaria lacrymabunda
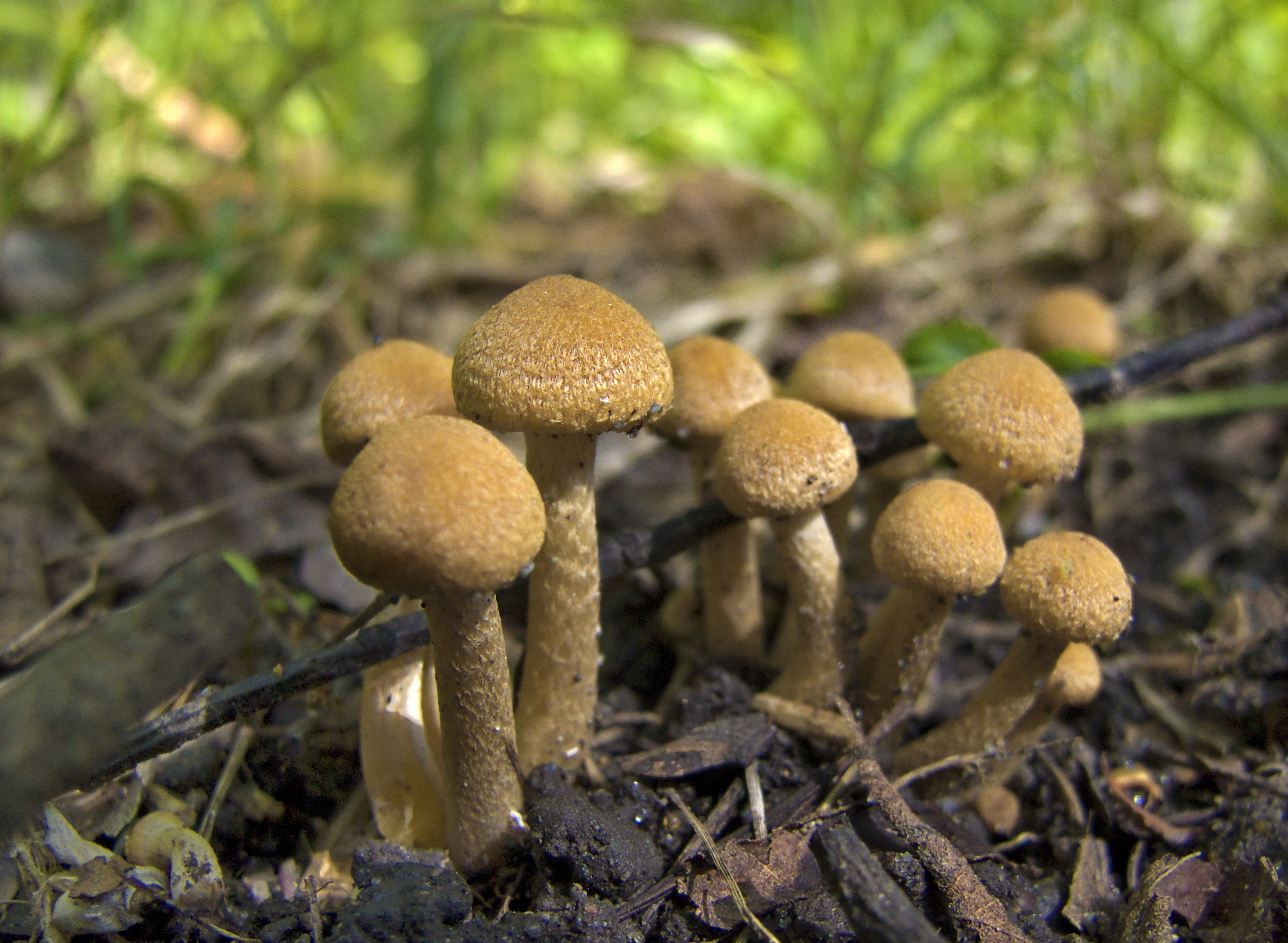
Lacrymaria glareosa
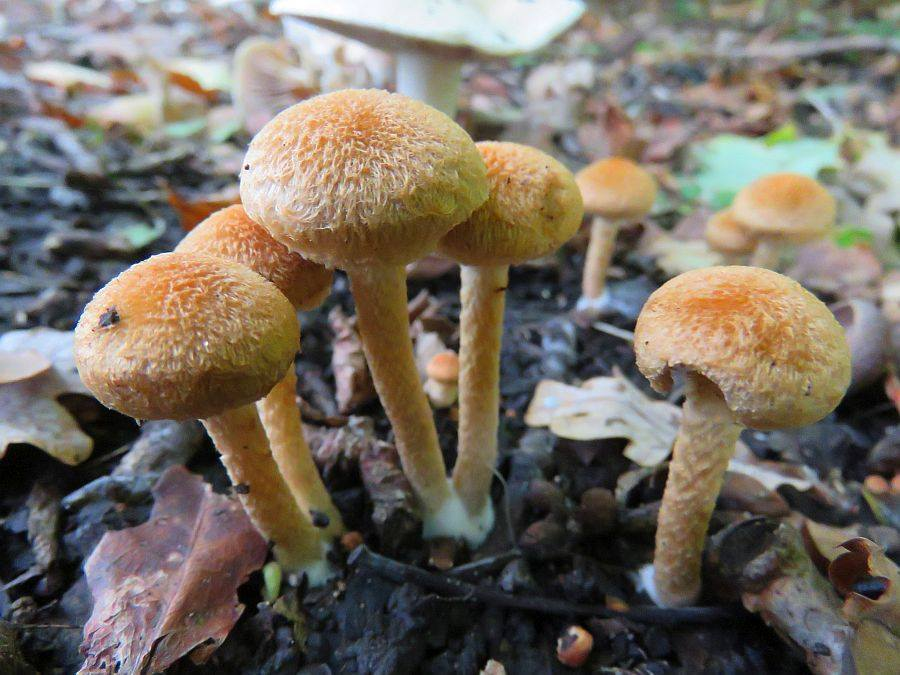
Lacrymaria pyrotricha